# Opeia obscura
Opeia obscura är en insektsart som först beskrevs av Thomas, C. 1872.  Opeia obscura ingår i släktet Opeia och familjen gräshoppor. Inga underarter finns listade i Catalogue of Life.